# میتسوبیشی اکلیپس کراس
میتسوبیشی اکلیپس کراس (Mitsubishi Eclipse Cross) خودرویی است که از سال ۲۰۱۷ در ژاپن توسط میتسوبیشی موتورز تولیدشده و از سال ۲۰۱۸ به بازارهای جهانی راه یافته‌است. ازنظر ابعاد و فضای داخلی کمی بزرگتر از میتسوبیشی آروی‌آر است و برای رقابت با رنو کاجار، نیسان قشقایی، کیا اسپورتیج و هیوندای توسان تولیدشده و ازنظر کلاس و ابعاد و فضای داخلی از تویوتا سی-اچ‌آر بزرگتر و با موتوری قوی‌تر است.

## امکانات
نسخهٔ SEL:
- چراغ‌های جلو و عقب ال‌ای‌دی
- دوربین ۳۶۰
- رادار خطی
- رادار نقاط کور
- رادار ترافیک عقب خودرو
- هدآپ دیسپلی
- سقف پانورامیک
- کروز کنترل هوشمند
- موس لمسی وسط
- دنده پشت فرمان
- گرم‌کن فرمان
- ترمز پارک برقی
- اتوهلد
- استارت و استاپ اتوماتیک
- نور بالای اتوماتیک
- رینگ ۱۸ اینچ

## نگارخانه

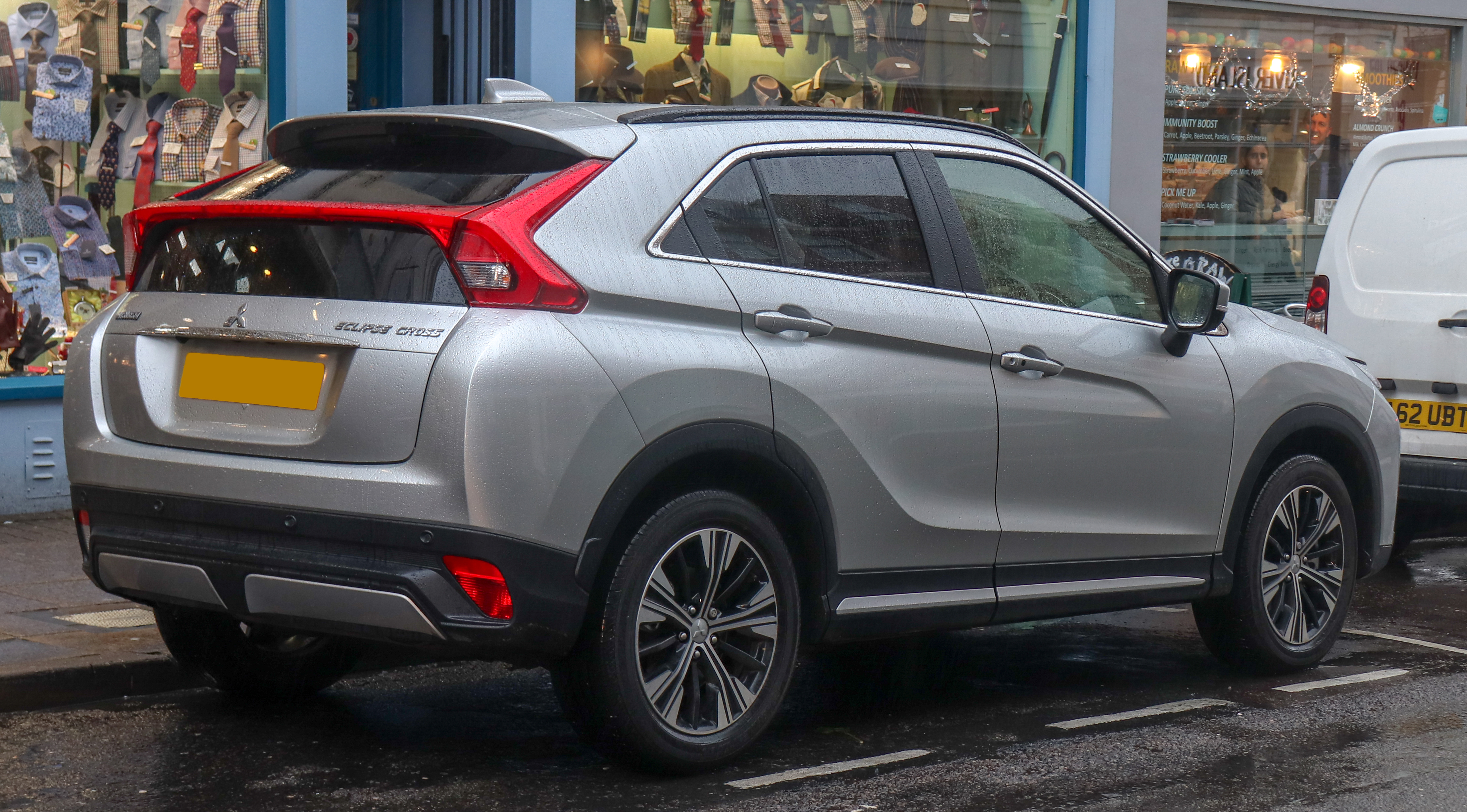
میتسوبیشی اکلیپس کراس ۳ ۲۰۱۸
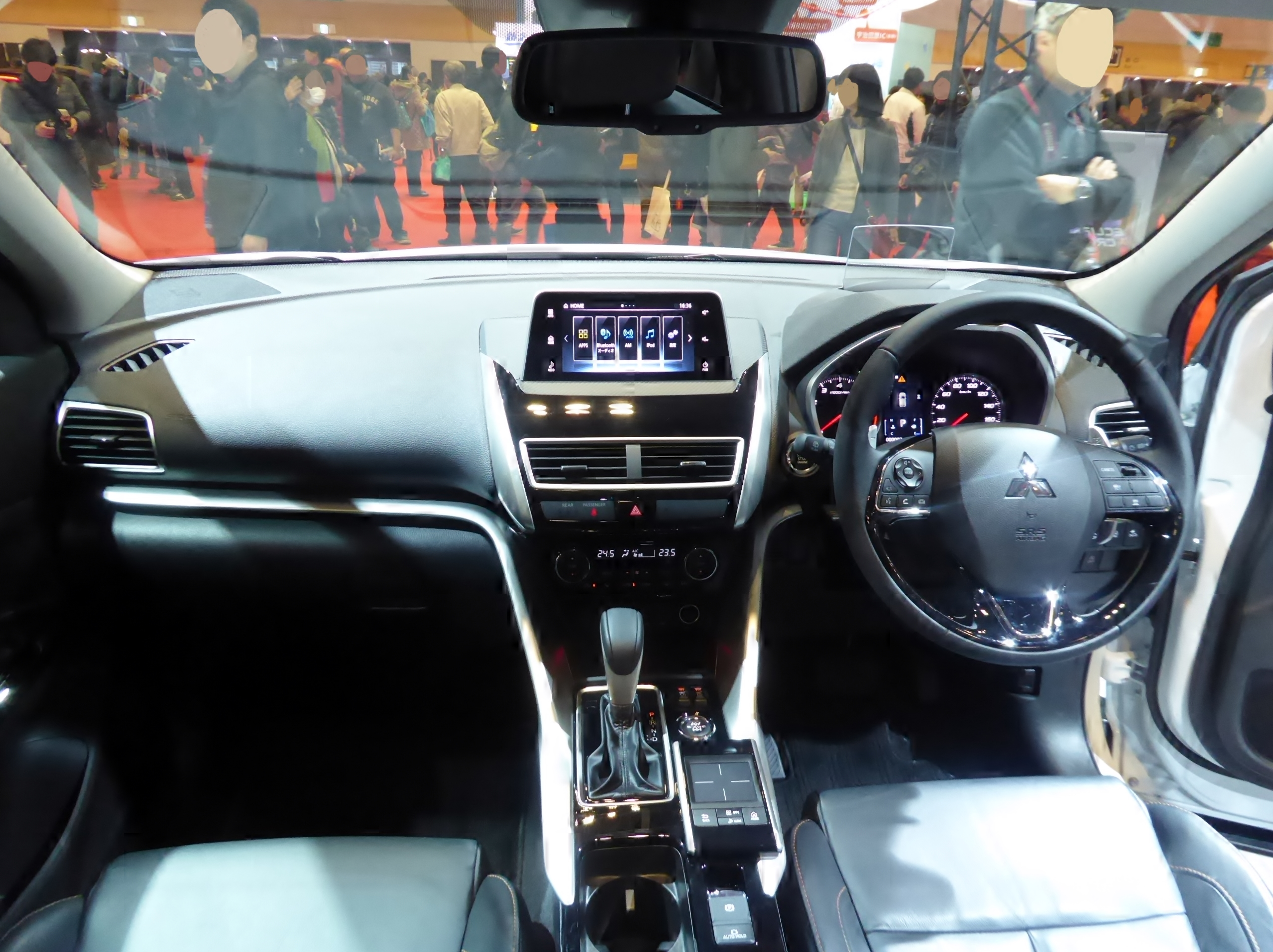
داخل
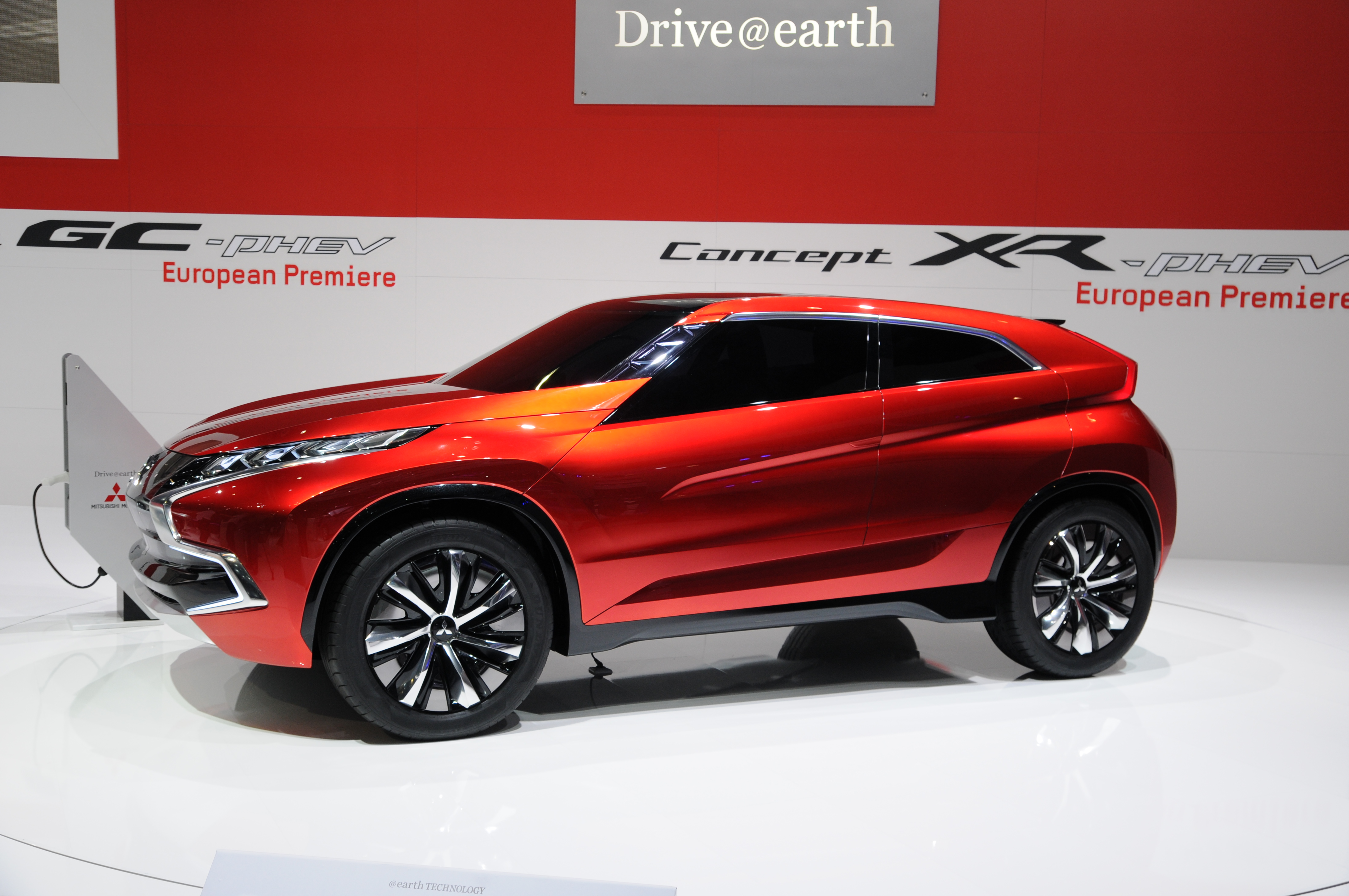
میتسوبیشی کانسپت ایکس‌آر-پی‌اچ‌ئی‌وی